# Exbucklandia
Exbucklandia es un género de plantas con flores de la familia Hamamelidaceae.

## Descripción
La siguiente descripción de Exbucklandia se aplica únicamente a las especies actuales y no es necesariamente válida para las especies conocidas únicamente a partir del registro fósil. Es una adaptación de la descripción de Flora of China, volumen 9, con las excepciones señaladas.  
Las Exbucklandias son árboles perennifolios de tamaño mediano a grande. Exbucklandia populnea y Exbucklandia tonkinensis suelen medir de 16 a 20 metros de altura, alcanzando ocasionalmente los 30 metros. El ejemplar más grande conocido de Exbucklandia populnea alcanzó los 45 metros en las colinas de Darjeeling, India. Se desconoce la altura habitual de Exbucklandia longipetala. Las ramitas presentan nudos conspicuos.
Las hojas son de un atractivo color rojizo cuando son inmaduras. Se disponen de forma alternada en los tallos, una disposición inusual para las Hamamelidaceae. Los pecíolos son largos y las hojas ondean incluso con una ligera brisa, como las hojas de los álamos. El pecíolo del álamo es aplanado y, en sección transversal, es largo en dirección vertical. No se ha determinado si Exbucklandia tiene el mismo tipo de pecíolo.
La lámina de la hoja es simple, y a veces presenta tres lóbulos puntiagudos, o raramente, cinco. Es densamente coriácea y su margen es entero. La nervadura es palmada, con las venas secundarias irradiando desde el ápice del pecíolo. Las estípulas son grandes y coherentes; se caen rápidamente.
Cada inflorescencia tiene de 7 a 16 flores y se encuentra en la axila de la hoja. Las flores son pequeñas y bisexuales. Carecen por completo de sépalos. Los pétalos suelen estar ausentes, pero son pequeños y blancos cuando están presentes. Algunos autores han interpretado lo que parecen ser pétalos como estaminodios petaloides.
Los estambres son de 10 a 15. Las anteras son basifijas, como en todas las Hamamelidaceae. Cada teca tiene un esporangio, mientras que en la mayoría de las angiospermas hay dos. Las tecas se abren mediante una valva.
El ovario es semiinferior y, al igual que en el resto de la familia, consta de dos carpelos. Se ha descrito un número de óvulos en cada carpelo de cinco a seis y de seis a ocho. Lo que algunos autores han denominado, de forma imprecisa, estilos son en realidad estípulos. Estos están separados por definición y canalizan los tubos polínicos que los invaden hacia un solo carpelo. Cada estigma es ligeramente decurrente a lo largo de un lado de su estípulo.
El fruto es una cápsula de cuatro valvas. Los dos lóculos se separan y cada uno se divide en dos valvas. Cada lóculo contiene de cinco a siete semillas. Las cuatro o cinco superiores son estériles y sin alas. Las una o dos inferiores son fértiles y con alas estrechas. Las semillas son ligeras y pueden viajar largas distancias con viento fuerte.

## Distribución
Su área de distribución natural es desde el este de India por el sur de China y hacia el sur a través de la Península de Malaca. En la India y China, son ampliamente cultivados por su follaje impresionante y valiosas maderas. Unos pocos se han cultivado en las partes meridionales de la Estados Unidos.

## Taxonomía
El género fue descrito por R.W.Brown y publicado en Journal of the Washington Academy of Sciences 36: 348. 1946. La especie tipo es: Exbucklandia populnea (R.Br. ex Griff.) R.W.Br.	

## Especies aceptadas
A continuación se brinda un listado de las especies del género Exbucklandia aceptadas hasta mayo de 2014, ordenadas alfabéticamente. Para cada una se indica el nombre binomial seguido del autor, abreviado según las convenciones y usos. 
- Exbucklandia longipetala H.T.Chang
- Exbucklandia populnea (R.Br. ex Griff.) R.W.Br.
- Exbucklandia tonkinensis (Lecomte) H.T.Chang